# Салеха (королева Брунея)
Раджа Истери Пенгиран Анак Салеха (англ. Kebawah Duli Yang Maha Mulia Paduka Seri Baginda Raja Isteri Pengiran Anak Saleha binti Al-Marhum Pengiran Pemancha Pengiran Anak Mohammad Alam / Queen Saleha, род. 7 октября 1946, Бандар-Сери-Бегаван, Бруней) — жена султана Брунея Хаджи Хассанал Болкиаха, королева Брунея.

## Биография
Родилась 7 октября 1946 года в столице страны в семье членов Королевской семьи Брунея: Пенгирана Амака Мохаммеда Алама и его жены Пенгирана Анака Хаджи Бесара. Она воспитывалась во дворце с другими членами королевской семьи и получила религиозное образование в Сурау Истана Дарул Хана до 1965 года, а затем уехала в Лондон, где училась 2 года.
Во время учёбы в Великобритании познакомилась с Хассанал Болкиахом и вышла за него замуж. Свадьба прошла в Истана Дарул Хана 28 июля 1965 года. В октябре 1967 отец её мужа Омар Али Сайфуддин III отрекся от престола, в связи с тем прибыла на родину.
Соблюдает королевские обязанности, сопровождая своего мужа на различные мероприятия.
У пары 6 детей:
- принцесса Хаджа Рашида Са'адатул Болкиах (род. 26 июля 1969);
- принцесса Хаджа Мута-Ваккила Хаятул Болкиах (род. 12 октября 1971)
- наследный принц Аль-Мухтади Билла Болкиах (род. 17 февраля 1974)
- принцесса Хаджа Маджида Нуурул Болкиах (род. 16 марта 1976)
- принцесса Хаджа Хафиза Сурурул Болкиах (род. 12 марта 1980)
- принц Абдул Малик Болкиах (род. 30 июня 1983) — пятый в очереди на престол

Филантроп и патрон различных организаций. Награждена многими медалями и степенями почёта, как в стране так и за рубежом.